# Sylvain Duclos
Sylvain Duclos (ur. 22 listopada 1978) – francuski snowboardzista. Jego najlepszym wynikiem na mistrzostwach świata jest 9. miejsce w snowboardcrosie na mistrzostwach w Kreichsbergu. Zajął także 29. miejsce w snowboardcrossie na igrzyskach w Turynie. Najlepsze wyniki w Pucharze Świata osiągnął w sezonie 1998/1999, kiedy to zajął 16. miejsce w klasyfikacji generalnej, a w klasyfikacji snowboardcrossu był pierwszy.
W 2006 r. zakończył karierę.

## Sukcesy

### Igrzyska olimpijskie
| Miejsce | Dzień     | Rok  | Miejscowość | Konkurencja    | Zwycięzca    |
| ------- | --------- | ---- | ----------- | -------------- | ------------ |
| 29.     | 16 lutego | 2006 | Turyn       | Snowboardcross | Seth Wescott |

### Mistrzostwa Świata
| Miejsce | Dzień       | Rok  | Miejscowość   | Konkurencja    | Zwycięzca        |
| ------- | ----------- | ---- | ------------- | -------------- | ---------------- |
| 10.     | 17 stycznia | 1999 | Berchtesgaden | Snowboardcross | Henrik Jansson   |
| 9.      | 19 stycznia | 2003 | Kreischberg   | Snowboardcross | Xavier de le Rue |
| 30.     | 16 stycznia | 2005 | Whistler      | Snowboardcross | Seth Wescott     |

### Puchar Świata

#### Miejsca w klasyfikacji generalnej
- 1997/1998 - 127.
- 1998/1999 - 16.
- 1999/2000 - 36.
- 2001/2002 - -
- 2002/2003 - -
- 2003/2004 - -
- 2004/2005 - -
- 2005/2006 - 115.

#### Miejsca na podium
1. Grächen - 22 stycznia 1999 - (snowboardcross) - 2. miejsce
2. Kreischberg - 5 marca 1999 - (snowboardcross) - 3. miejsce
3. Whistler - 11 grudnia 1999 - (snowboardcross) - 1. miejsce
4. Morzine - 8 stycznia 2000 - (snowboardcross) - 1. miejsce
5. Badgastein - 5 lutego 2003 - (snowboardcross) - 3. miejsce
6. Badgastein - 5 stycznia 2004 - (snowboardcross) - 3. miejsce
7. Sierra Nevada - 11 marca 2005 - (snowboardcross) - 2. miejsce
8. Valle Nevado - 17 września 2005 - (snowboardcross) - 3. miejsce

- W sumie 2 zwycięstwa, 2 drugie i 4 trzecie miejsca.